# Église Saint-Martin de Venise
Pour les articles homonymes, voir Église Saint-Martin et Saint-Martin.
L’église Saint-Martin de Venise est une église du XIXe siècle, protégée des monuments historiques, située à Venise dans le département français du Doubs.

## Histoire
L'église est construite partir de 1839 par le maître d'œuvre Martin.
L'église Saint-Martin fait l’objet d’une inscription au titre des monuments historiques depuis le 6 mars 1979.

## Rattachement
L'église fait partie de la paroisse de Marchaux-Rigney qui est rattachée au diocèse de Besançon.

## Architecture
De facture néo-classique, elle tranche avec le style franc-comtois avec son toit atypique à quatre pans.